# Onciale 082
L'Onciale 082 (numerazione Gregory-Aland; "α 1024" nella numerazione Soden), è un codice manoscritto onciale del Nuovo Testamento, in lingua greca, datato paleograficamente al VI secolo.

## Descrizione
Il codice è composto da uno spesso foglio di pergamena, contenenti brani il testo del Lettera agli Efesini (4,2-18). Il testo è scritto in due colonne per pagina e 26 linee per colonna.

### Critica testuale
Il testo del codice è rappresentativo del tipo testuale misto. Kurt Aland lo ha collocato nella Categoria III.

## Storia
Il codice è conservato alla Museo statale di storia (V. 108, S. 100) a Mosca.